# 24-satna utrka
24-satna utrka je oblik ultramaratona u kojemu natjecatelji trče što dalje mogu u 24 sata. Obično se održavaju na stazama od 400 metara. Vrhunski će trkači pretrčati 210 km ili više, ovisno o uvjetima, a najbolji mogu preko 240 kilometara.
Neki natjecatelji imaju svoju ekipu, a drugi postave šator sa svom opremom i namirnicama koje trebaju blizu starta da mogu pristupiti na početku svakog kruga. 24-satna utrka je obično povezana s utrkama na 6, 12, i 48 sati.
Na 24-satnim utrkama se obično natječe i hodajući, gdje elitni natjecatelji prehodaju preko 200 km.

## Svjetski rekordi
Svjetski rekord drži Grk Yiannis Kouros koji je pretrčao 303,506 km tijekom Sri Chinmoy Ultra Festivala u Australiji, 1997.
Ženski rekord drži Japanka Mami Kudo koja je pretrčala 255,303 km na Međunarodnoj 24-satnoj utrci u Kini u prosincu 2011. godine.